# Gisele Fraga
Gisele Fraga (Vitória, 25 de janeiro de 1970) é uma atriz e modelo brasileira, também trabalhou como apresentadora de televisão, muito reconhecida  pela sua voz muito usada em vários comerciais . Sendo uma das principais modelos de comerciais e propagandas na década de 80 e 90, foi garota do Fantástico. Atuou em dezenas de comerciais, começou a atuar como atriz aos vinte anos de idade, participando de telenovelas como Caça Talentos, Malhação em dois períodos diferentes com personagens diferentes, A Justiceira, Dona Flor e seus Dois Maridos, Lua Cheia de Amor e Explode Coração , Mandacaru, Brida, Uma Luz na Escuridão, Luz do Sol, Uma Rosa com Amor tendo além disso participado da nova versão da novela Ti Ti Ti. Nasceu e cresceu no Cristianismo.
Nos Estados Unidos participou do filme The River Murders em 2011, onde interpretou uma chefe de cozinha.
Viveu por dez anos, sendo casada por cinco anos com  o empresário Augusto Mendonça, não tiveram filhos.

## Carreira
Na TV
| Ano  | Título                        | Personagem                | Notas                    |
| ---- | ----------------------------- | ------------------------- | ------------------------ |
| 1987 | O Outro                       | Concorrente do concurso   | Participação Especial    |
| 1990 | Lua Cheia de Amor             | Ela mesma                 | Participação Especial    |
| 1995 | Malhação                      | Lola                      | Participação Especial    |
| 1995 | Explode Coração               | Cliente da loja de carros | Participação Especial    |
| 1996 | Chico Total                   | Lolita                    |                          |
| 1996 | Caça Talentos                 | Soninha                   |                          |
| 1997 | Você Decide                   | Helena                    | Episódio: "Vida Secreta" |
| 1997 | Mandacaru                     | Mila                      |                          |
| 1998 | Brida                         | Selma                     |                          |
| 1998 | Dona Flor e Seus Dois Maridos | Mulher no cassino         |                          |
| 1998 | Malhação                      | Priscila                  | Temporada 5              |
| 1999 | Zorra Total                   | Vários Personagens        |                          |
| 2002 | Desejos de Mulher             | Bia                       |                          |
| 2007 | Luz do Sol                    | Gracinha                  |                          |
| 2010 | Uma Rosa com Amor             | Alzira                    |                          |
| 2011 | Ti Ti Ti                      | Suelen (Su)               |                          |
| 2013 | Se Eu Fosse Você              | Denise                    | 1 episódio               |
| 2018 | Brasil a Bordo                | Laura Lisa Young          | 1 episódio               |

Cinema
| Ano  | Título                                           | Personagem |
| ---- | ------------------------------------------------ | ---------- |
| 1990 | Atração Selvagem                                 | Ana        |
| 1991 | Xuxa e os Trapalhões em o Mistério de Robin Hood | Greta Star |
| 2011 | The River Murders                                | Ana Verdon |

Teatro
- 1998 - Silêncio no Estúdio
- 2000 - As Meninas (de Lygia Fagundes Telles)
- 2002 - Jeitinho Brasileiro